# Бад Харцбург
Бад Харцбург (на немски: Bad Harzburg) е град в окръг Гослар в Харц, в южна Долна Саксония (Германия) с 21 680 жители (към 31 декември 2013).
Над Бад Харцбург се намират орстанки от императорския замък Харцбург, построен между 1066 и 1068 г. от Хайнрих IV.